# ميتشل براون
ميتشل براون (بالإسبانية: Mitchel Brown)‏ هو لاعب كرة قدم هندوراسي، ولد في 16 يوليو 1981 في لا سيبا في هندوراس. شارك مع منتخب هندوراس لكرة القدم. أما مع النوادي، فقد لعب مع كينغداو جونون ونادي بريشيا ونادي شينجيانغ تيانشان ليوبارد ونادي فيكتوريا ونادي ماراثون.

## وصلات خارجية
- ميتشل براون على موقع قاعدة بيانات كرة القدم.إي يو (الإنجليزية)
- ميتشل براون على موقع ناشيونال فوتبول تيمز (الإنجليزية)